# Caso Yván Vásquez
El caso Yván Vásquez engloba una serie de conflictos sociales y escándalos que empezaron en julio de 2014. Estos eventos incluyen el acalorado entorno judicial contra el Presidente Regional de Loreto, Yván Vásquez, que se formó por varias denuncias por presunta corrupción y otros delitos, por los que fue finalmente condenado.

## Antecedentes
Fuerza Loretana, partido político liderado por Vásquez, fue protagonista de conflictos sociales que chocaron con otras figuras políticas y movimientos que denunciaron al entonces Presidente Regional de Loreto. La primera denuncia fue el 20 de junio de 2014, donde el Ministerio Público del Perú pidió su detención, después de que la Fiscalía Anticorrupción de Loreto encontrara pruebas de presuntos movimientos irregulares en la gestión de Vásquez.
Después del boom mediático en Iquitos a nivel nacional, el Segundo Juzgado de Investigación Preparatoria de Loreto, dictó 18 meses de prisión preventiva contra Vásquez, el 18 de julio de 2014, por colusión agravada, en un presunto mal manejo de una licitación para la construcción de cuatro embarcaciones fluviales. A continuación, la Contraloría de Loreto difundió una nueva denuncia por uso irregular del canon petrolero.
Las continuas acusaciones contra Yván Vásquez provocaron que se convierta en el Presidente Regional de Loreto más controvertido en la historia de esa región. Este incidente causó un fuerte clima de polarización en Iquitos.
El 21 de diciembre de 2016 se declara culpable a Yván Vásquez y se lo sentencia a 6 años de prisión; Vásquez se entregaría el 22 de diciembre del mismo mes. Esta sentencia fue declarada nula por la Corte Superior de Justicia en el 2017, llevándose adelante un nuevo juicio en el que, el 31 de diciembre de 2020, fue condenado nuevamente a nueve años de prisión por actos de corrupción.

### Créditos agrarios
Del 2007 al 2011, el Presidente del Gobierno Regional de Loreto (Gorel), Yván Vásquez Valera, realizó un plan de entrega de créditos agrarios amparado por la Ley N.º 24300 que autoriza el uso del 12% del canon petrolero de Loreto para Programas Promocionales de Créditos Agrarios y Acuícolas (Procrea). El plan consistía en permitir a agricultores a acceder a un capital de bajo interés para que puedan desarrollar cultivos regionales con el camu camu, sacha inchi, cocona o aguaymanto. La administración del Gorel había aumentado el costo de un crédito agrario, el cual superaba el monto estipulado por ley que equivale 12 UIT (43 mil soles). Infos encontró que una docena de empresas habían recibido créditos agrarios ilegales, sin pagarlos de vuelta y se han disuelto.
A inicios del año 2013, los periodistas Dánae Rivadeneyra y Christopher Acosta, iniciaron una investigación en la agencia Infos, sobre unos préstamos que otorgaba el Gobierno Regional de Loreto, y que nadie pagaba, que consistía en 76 millones de soles (provenientes del canon petrolero) para ser entregados en créditos a los agricultores con la iniciativa de sacarlos de la pobreza y convertirlo en exportadores. Sin embargo, de la cantidad propuesta en el proyecto, solo 8 millones había sido cobrados. El periodista iquiteño Darwin Paniagua había intentado obtener la lista de todos los beneficiados de los créditos que nadie pagaba. El Gobierno Regional de Loreto demoró dos años con habeas data para emitir el informe de la lista, que fue criticada por Rivadeneyra con falta de transparencia.
La lista de beneficiados incluía solo a cuatro empresas contratadas por el GOREL que habían sido creadas exclusivamente para manejar el presupuesto. Elegidas por el gerente de Desarrollo Económico, Víctor Villavicencio, y autorizadas por Yván Vásquez, estas cuatro empresas, considerados como filtros, fueron Servicios Integrados, Promotores y Asesores del Agro (Proasa), Agroprocesos y Edpyme Proempresa. Los créditos agrarios atravesaba por esas cuatro empresas que fueron disminuyendo el dinero líquido de los préstamos.
Servicio Integrados fue creada en 2008 y un mes después fue contratado por el Gorel y su función era la elaboración de contratos de préstamo y minutas de garantía. La empresa recibiría 3% de los créditos, que según el Ministerio Público, ascendía a una liquidez de dos millones de soles. La segunda empresa era Promotores y Asesores del Agro (Proasa) con una función de brindar asesoría técnica a los agricultores, y el monto recibido ascendía a 723 mil 288 soles proveniente del préstamo aprobado. El tercer filtro fue Agroprocesos, y con una función de vender los insumos para que los prestatarios lleven adelante su proyecto, también recibió un presupuesto —2 millones 306 mil también para los insumos, según el Ministerio Público—  proveniente de los créditos que hizo disminuir más la líquidez de los préstamos. La cuarta empresa Edpyme Proempresa, encargada de «administrar el desembolso y registro de créditos», recibió 3 millones de soles «como patrimonio fideicometido».
Dos congresistas, Víctor Grández y Leonardo Inga, habían sacado préstamos y no pagaron de vuelta.
La irregularidad del proyecto afectó a varios agricultores. Habían puesto sus propiedades como garantía, pero como el presupuesto había sido manejado por las empresas del GOREL, los agricultores quebraron y estaban en riesgo de perder lo poco que tenían. Los agricultores suscribieron pagarés en blanco y fueron conminados a firmar recibos por montos que no recibieron.
En una entrevista por Christopher Acosta y Dánae Rivadeneyra para La República, Vásquez aseguró que el monto superado, equivalente a 12 UIT (43 mil soles), era legal de acuerdo a una actualización de la Ley N.º 24300 en la Ley N° 26385. No obstante, la Ley 26385 aclara que «en adelante el GOREL disponga directamente de los fondos para créditos, y ya no a través del Banco Agrario». Vásquez replicó que la ley nueva fue puesta en práctica de acuerdo a su interpretación.

### Alcantarillado Integral de Iquitos
Las denuncias por corrupción aumentaron en 2014 y fueron escuchados por la Comisión de Fiscalización y Contraloría del Congreso. El caso del Alcantarillado Integral de Iquitos ha sido tema sustancial en la población para cuestionar per se la administración política de Vásquez. El suceso ha sido apodado popularmente como el «cuento chino de Ivan» por las graves irregularidades y, figurativamente, la participación de la empresa china International Water & Electric Corp. Los inestables cambios del presupuesto y las medidas de seguridad ambiental del proyecto fueron los puntos esenciales para la inmediata controversia, entre ellos la incompatibilidad legal del coste del alcantarillado —conformado por S/. 85 849 488— que tomó el 38.47% de la ganancia del canon petrolero del 2010 y disminuyendo los beneficios económicos de otras entidades públicas, por lo tanto, faltando la Ley de Presupuesto del Sector Público de aprovechar menos del 30% del canon regional. Frente a las exasperadas quejas sobre el resultado del alcantarillado, el gobierno regional respondió con diferentes enmendaduras como un masivo reasfaltado de calles. No obstante, fue aún más criticado debido a que se usaría más presupuesto del canon. Por otro lado, a pesar de que International Water & Electric Corp. fue duramente criticada con respecto al proyecto, la empresa respondió a concluyentes declaraciones de la opinión pública de «que todo trabajo que se está realizando la empresa china es culpable», e hizo clara que otras irregularidades de la ciudad no está bajo su responsabilidad.

### Embarcaciones fantasmas
La prensa nacional había reportado una irregularidad en un concurso público para construir unas embarcaciones. El reporte indicaba que la empresa ganadora Atlantic International Sudamérica EIRL ya había construido las embarcaciones antes de lanzarse la licitación. Otros requisito irregular del concurso específicaba que la construcción de las embarcaciones debía culminarse en cuatro meses, un hecho que fue calificado como «Una imposibilidad para cualquier astillero que no tenga ayuda de los ángeles de Noé».

## Proceso legal

#### Prisión preventiva
El 18 de julio de 2014, el Segundo Juzgado de Investigación Preparatoria de Loreto, dictó 18 meses de prisión preventiva contra el Presidente Regional de Loreto Yván Vásquez Valera por colusión agravada en un presunto mal manejo de una licitación para la construcción de cuatro embarcaciones fluviales.
En defensa por Yván Vásquez y un inicio por apelar, el abogado Fernando Ugaz, negó la existencia de pruebas que involucren al funcionario: «Un presidente regional no preside los procesos de licitación». A pesar del pedido de detención, Yván Vásquez se ha convertido en prófugo y la Policía Nacional del Perú indicó que estaría refugiado en el distrito Ramón Castilla. Otras fuentes aseguran que Yván Vasquéz viajó a Washington D. C., Estados Unidos, un día antes de la audiencia para asistir a la Cumbre de Peruanos en el Exterior 2014 organizado por el Consejo Nacional Peruano Americano.
El abogado de Vásquez, Fernando Ugaz, declaró que la sentencia fue irregular: «Definitivamente que toda la acusación no ha tenido ningún sustento probatorio, se ha afirmado que hay defraudación patrimonial sin ningún peritaje. [...] Se ha afirmado que hay concertación, pero no hay ninguna llamada, ningún voucher.» Ugaz replicó que Yván Vasquéz se encuentra prófugo porque se «están pisoteando los derechos».

#### Captura
Contrario a los especulaciones de su fuga fuera del país, Yván Vásquez apareció sorpresivamente en un mitin proselitista, el 23 de julio de 2014, realizado en la Plaza Sargento Loreto concurrida por militantes de Fuerza Loretana. Varios seguidores del líder lloraron y se reportaron desmayos. En un principio, se anunció que Vásquez aparecería en una videoconferencia desde la clandestinidad; sin embargo, bajó de una ambulancia y subió al escenario.  Mientras siguió hablando a su público, Vásquez aseguró que esperaría a la Policía Nacional del Perú y se pondría a derecho. Finalmente, el General Víctor Hugo Meza, Jefe Regional de la Policía de Loreto, subió al escenario y pidió que bajará.
Al momento de ser detenido, Vásquez sufrió una descompensación por hipertensión y fue llevado a la clínica Selva Amazónica donde quedó por una semana, y solo recibió visitas de su esposa Maggy Hirsch. La inusual detención provocó incomodidad en la población, incluso en el congresista Leonardo Inga que intentó comunicarse con el ministro de Interior Daniel Urresti para exigir explicaciones sobre lo sucedido. El internamiento de Vásquez a la clínica fue informado por la Policía de Requisitorias a la Octava Fiscalía Provincial de Turno, y la Fiscalía de Loreto revisó la clínica. A pesar de las contrariedades, el abogado de Vásquez, Fernando Ugaz, aseguró que el nuevo Código Penal permite que el proceso en libertad. El 30 de julio de 2014, Vásquez fue conducido a la clínica Ana Stahl para recibir una tomografía.
El 31 de julio de 2014, Yván Vásquez fue trasladado a la carceleta del Poder Judicial.

#### Audiencia de apelación
El 1 de agosto se realizó la audiencia de apelación contra los 18 meses de prisión preventiva. Durante argumento en la audiencia, Vásquez rechazó ser «autor mediato» de las acusaciones, que incluye el caso de las embarcaciones y la empresa fantasma (Maquinarias Amazónicas SAC). Responsabilizó al comité de adjudicaciones y al Órgano de Control Institucional (OCI) del Gobierno Regional.

#### Excarcelación
El 4 de agosto de 2014 el Poder Judicial en Loreto revocó la prisión preventiva de Vásquez por el caso de las embarcaciones fantasmas.

## El controversial video01/08/2008
Tras la audiencia, Alberto Borea presentó un video grabado en una presentación pública en que una persona afirma que el presidente del Jurado Electoral Especial de Maynas, Aristóteles Álvarez, coordinó con la jueza para presionar la audiencia en contra de Yván Vásquez. El video fue publicado en YouTube por el usuario Amazonia Loreto con el título «VIDEO DE LA COLUSIÓN DESLEAL CONTRA YVÁN VÁSQUEZ DOS DÍAS ANTES DE SU AUDIENCIA». Contrario al título, el visualizador de fecha en marca de agua incrustado en el video indica que fue grabado el 1 de agosto de 2008.
El Presidetne del Jurado Electoral Especial rechazó la denuncia, calificándola de falsa y tendenciosa. El secretario de prensa de Frente Patriótico de Loreto declaró que las personas aparecidas en el vídeo no tendrían relación con FPL.

## Disturbios de la Plaza 28 de julio
Los Disturbios de la Plaza 28 fue un desorden civil que ocurrieron el 31 de julio de 2014 en los alrededores de la Plaza 28 de julio, en las afueras del Palacio de la Justicia de Iquitos (lugar donde se realizaba la audiencia de apelación a favor de Yván Vásquez). Los enfrentamientos se realizaron principalmente entre los miembros de Fuerza Loretana (FL) y Frente Patriótico de Loreto (FPL), donde se reportaron un herido por bala y varios heridos. La Policía Nacional del Perú intervino con bombas lacrimógenas y armas de fuego para intentar menguar la violencia. Varios civiles y motocarros también recibieron intimidaciones cuando pasaban por el lugar.
Antes de iniciar el disturbio, Fuerza Loretana protestaba frente al Palacio de la Justicia solicitando la libertad de Vásquez con banderillas, pancartas, distribución de cojines de agua con impresiones de «Yván trabaja bacán» y el himno del partido político. Durante la protesta, mientras el periodista Alfredo Pomareda de Frecuencia Latina mostraba el cojín de agua ante cámara, un integrante del Club Techo Digno (parte de Fuerza Loretana) lo empujó súbitamente y arranchó el objeto de las manos de Pomareda. La oposición, Frente Patriótico de Loreto, estaba ubicada a cercanías del Palacio de Justicia, el cual está integrado, según Américo Menéndez, por 80,000 iquiteños, incluyendo universitarios. Los miembros de FPL aseguraban que Fuerza Loretana los provocaba.
En los momentos de poca violencia, los militantes de Fuerza Loretana vociferaba «Iván Libertad» y «Fuerza, Fuerza, Fuerza Loretana», mientras miembros de Frente Patriótico de Loreto gritaba «Iván, ladrón, la cárcel te espera».

## Cobertura mediática
La audiencia tuvo enorme rotativa mediática en la ciudad y a nivel nacional. Yván Vásquez fue catalogado como el quinto presidente del Perú con prisión preventiva. Según el diario local La Región, los seguidores del partido político Fuerza Loretana se mostraba «sombrío». Al final de la audiencia, el presidente del Frente Patriótico de Loreto, Américo Menéndez, vociferó palabras fuertes contra el abogado Alberto Borea Odría, pero fue calmado inmediatamente.